# Horní Stropnice
Horní Stropnice är en ort i Tjeckien.   Den ligger i regionen Södra Böhmen, i den södra delen av landet, 150 km söder om huvudstaden Prag. Horní Stropnice ligger 558 meter över havet och antalet invånare är 1 560.
Terrängen runt Horní Stropnice är platt åt nordväst, men åt sydost är den kuperad.Runt Horní Stropnice är det ganska glesbefolkat, med 23 invånare per kvadratkilometer. Närmaste större samhälle är Trhové Sviny, 11,4 km nordväst om Horní Stropnice. Omgivningarna runt Horní Stropnice är en mosaik av jordbruksmark och naturlig växtlighet.